# Katja Schneidt

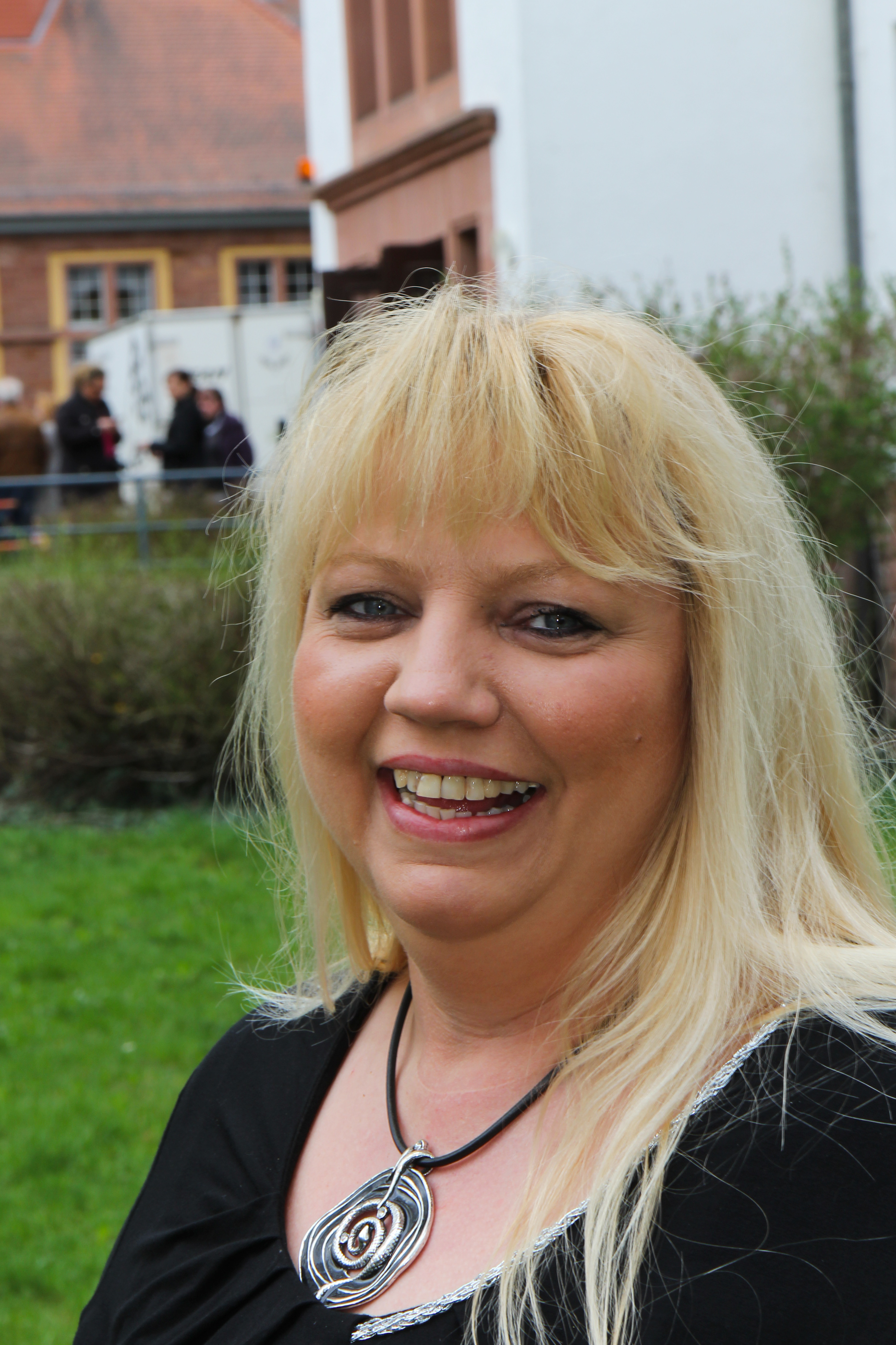
Katja Schneidt, 2013

Katja Schneidt (* 14. Oktober 1970 in Hanau) ist eine deutsche Schriftstellerin.

## Leben
Katja Schneidt arbeitete als Arbeitsvermittlerin, bevor sie 2011 das autobiografische Sachbuch Gefangen in Deutschland: Wie mich mein türkischer Freund in eine islamische Parallelwelt entführte veröffentlichte. Dem Buch folgten TV-Auftritte und eine eigene Sendung unter dem gleichnamigen Titel bei RTL2. Gefangen in Deutschland wurde kurz nach der Veröffentlichung in Deutschland zu einem Bestseller, der 12 Wochen auf der Bestsellerliste des „Spiegel“ platziert war. Auch in der Schweiz erreichte das Buch den Bestsellerstatus. Dort war es 11 Wochen in der offiziellen Bestsellerliste vertreten und schaffte es in die Top Ten. Bastei Lübbe, Weltbild, Bertelsmann und Reader’s Digest brachten eigene Lizenzausgaben heraus. Im Jahr 2014 erschien das Buch auch in Tschechien. 2013 veröffentlichte sie mit Befreiung vom Schleier: Wie ich mich von meinem türkischen Freund und aus der islamischen Parallelwelt lösen konnte eine Fortsetzung zu Gefangen in Deutschland.
Von Oktober bis Dezember 2015 engagierte sich Schneidt in der Mittelstandsbewegung Deutschland, deren Bundesvorstand sie angehörte und den Bereich Presse- und Öffentlichkeitsarbeit koordinierte. Bei der hessischen Kommunalwahl 2016 kandidierte Schneidt in Büdingen für die SPD. Im November 2017 sprach sie bei einer Veranstaltung von Frauke Petry und der Blauen Partei.
Katja Schneidt lebt mit ihrem Lebensgefährten in Büdingen.

## Werke
- Aupair-Ratgeber für Gastfamilien, 1999, ISBN 978-3-86040-115-6
- Gefangen in Deutschland, 2011, ISBN 978-3-404-60710-5
- Du hast keine Macht über mich!, 2012, ISBN 978-3-86882-263-2
- Befreiung vom Schleier, 2013, ISBN 978-3-86882-262-5
- Die Wollnys – Die ungeschminkte Wahrheit (zus. mit Dieter Wollny) 2013, ISBN 978-3-942602-47-1
- Beziehungsweise Mann gesucht, 2013
- Alles nur kein Mann (zus. mit Martina Gercke) 2014, ISBN 978-3-945163-42-9
- Plötzlich Türkin, 2014, ISBN 978-3-945163-41-2
- Die Wollnys – Die ungeschminkte Wahrheit 2.0. (zus. mit Dieter Wollny) 2014, ISBN 978-3-942602-58-7
- Vom Frosch geküsst (zus. mit Alice Winter) 2014
- Dünenglück (zus. mit Martina Gercke) 2014, ISBN 978-1-5030-3899-8
- Plötzlich Türkin 2 – Jilly und Yasin, 2014
- Plötzlich Türkin 3 – Lieben heißt verzeihen, 2014
- Plötzlich Türkin 1–3 Trilogie, 2015
- Shadi, 2015
- Wir schaffen es nicht, 2016, ISBN 978-3-86883-998-2
- Kopftuchland, 2017, ISBN 978-3957611765

## Auszeichnungen
- 2016 LovelyBooks Leserpreis, 2. Preis in der Kategorie Sachbuch und Ratgeber[5] von LovelyBooks für "Wir schaffen es nicht"